# Antónia Moreira
Antónia Moreira de Fátima, detta Faia (Luanda, 26 aprile 1982), è una judoka angolana.
Ha partecipato a tre edizioni dei Giochi olimpici (2004, 2012 e 2016).
Ha gareggiato nella categoria +70 kg alle Olimpiadi estive del 2004, perdendo agli ottavi di finale contro Kim Ryon-Mi della Corea del Nord.
Moreira ha anche vinto medaglie ai Campionati Africani di Judo del 2004 e 2005 (oro nel 2004, argento nel 2005), oltre a medaglie di bronzo ai Giochi panafricani del 2007 e ai Campionati Africani di Judo del 2008, e una medaglia d'oro ai Giochi africani del 2015.
Alle Olimpiadi del 2012 ha gareggiato nella categoria -70 kg, venendo eliminata al secondo turno dalla futura medaglia di bronzo Yuri Alvear.
Alle Olimpiadi estive del 2016 a Rio de Janeiro, ha gareggiato nella categoria 70 kg femminile, classificandosi al 9º posto dopo essere stata sconfitta al secondo turno da Laura Vargas Koch della Germania.

## Palmarès

### Giochi panafricani
- 3 medaglie:
  - 1 oro (Brazzaville 2015 nei 70 kg)
  - 1 argento (Maputo 2011 nei 70 kg)
  - 1 bronzo (Algiers 2007 nei 70 kg)